# Batropetes
Batropetes is een geslacht van uitgestorven brachystelechide recumbirostrische Microsauria. Batropetes leefde tijdens het Sakmarien van het Vroeg-Perm. Fossielen die kunnen worden toegeschreven aan de typesoort Batropetes fritschi zijn verzameld in de stad Freital in Saksen, Duitsland, in de buurt van de stad Dresden. Er is aanvullend materiaal gevonden uit het Saar-Nahe-bekken in het zuidwesten van Duitsland en is toegewezen aan de drie extra soorten Batropetes niederkirchensis, Batropetes palatinus en Batropetes appelensis.

## Naamgeving
Het eerste bekende materiaal dat nu aan het geslacht Batropetes wordt toegeschreven, werd oorspronkelijk in 1882 binnen het geslacht Hyloplesion benoemd. Verschillende exemplaren uit Freital werden onder de naam Hyloplesion fritschi beschreven als kleine niet-labyrinthodonten. Drie jaar later werden de exemplaren die oorspronkelijk Hyloplesion fritschi werden genoemd, door Carl Hermann Credner toegewezen aan het geslacht Hylonomus onder de naam Hylonomus fritschia. Hij benoemde de 'amfibie' Hylonomus geinitzi en het reptiel Petrobates truncatus, 'de afgekapte', het laatste gebaseerd op het holotype No. S. 275 a + b
Latere preparatie van het materiaal dat door Credner werd onderzocht door middel van een techniek waarbij het zachte bot mechanisch uit de omringende matrix werd verwijderd en de holtes in vloeibare latex werden gegoten, heeft meer anatomische details onthuld, wat suggereert dat er drie taxa aanwezig waren in Freital, niet twee. Een exemplaar dat eerder naar Petrobates truncatus was verwezen, werd in 1978 door Robert L. Carroll en Pamela Gaskill voor het eerst beschouwd als een microsauriër in plaats van een reptiel. Het werd als onderscheiden van Petrobates gezien en werd toen beschouwd als een captorhinomorf, alleen gebaseerd op de structuur van de atlas.
Van de drie soorten vertegenwoordigd in Freital, is Hylonomus geinitzi, zoals beschreven door Credner, sindsdien opnieuw toegewezen aan het microsaurisch geslacht Saxonerpeton en Petrobates truncatus werd in 1971 hernoemd tot Batropetes truncates door Carroll en Gaskill. Carroll en Gaskill noemden Batropetes truncatus nog steeds een captorhinomorf reptiel. Batropetes is simpelweg een anagram van Petrobates. Ze pasten ook de soortaanduiding aan tot truncates, een soort pseudolatijn.
Carroll en Gaskill beschreven in 1978 een nieuwe microsauriër uit Freital, die ze Brachystelechus fritschi noemden. Er werd opgemerkt dat de schedel van Brachystelechus een opvallende gelijkenis vertoonde met die van Batropetes, die als niet verwant werd beschouwd. Het verschilde van Batropetes doordat het een inwendig bot bezat dat niet werd gezien bij bekende exemplaren van Batropetes.
Een nieuw ontdekt exemplaar van microsauriërs uit het Saar-Nahe-district in het zuidwesten van Duitsland heeft bevestigd dat Brachystelechus en Batropetes dezelfde soort vertegenwoordigen. De kenmerken die eerder de twee geslachten van elkaar onderscheidden, zijn allemaal te vinden in één exemplaar, bekend als SMNS 55884, gehuisvest in het Staatliches Museum für Naturkunde Stuttgart. Dit is een compleet exemplaar dat in ventraal aanzicht is bewaard en bestaat uit een onderdeel en een tegenstuk. Het schedeldak werd onderzocht door de matrix vanaf de bovenkant van het blok op te graven en meer anatomische kenmerken bloot te leggen. De occipitale condylus bij SMNS 55884, niet zichtbaar in het exemplaar van Brachystelechus, geeft duidelijk aan dat het een microsauriër is in plaats van een captorhinomorf reptiel. Een interfrontaal bot wordt gezien in materiaal dat ooit naar Brachystelechus werd verwezen, maar niet in materiaal dat bekend is van exemplaren die eerder aan Batropetes werden toegeschreven. Dit kan een gevolg zijn van slechte conservering of misschien intraspecifieke variatie. De wandbeenderen van het exemplaar zijn breed en de schedel is kort, beide kenmerken die het associëren met de Noord-Amerikaanse geslachten Carrolla en Quasicaecilia. Op basis van deze en andere overeenkomsten construeerde Carroll, die het nieuwe materiaal in 1991 beschreef, een nieuwe familie van microbrachomorfen, de Brachystelechidae genaamd, met Batropetes, Carrolla en Quasicaecilia.

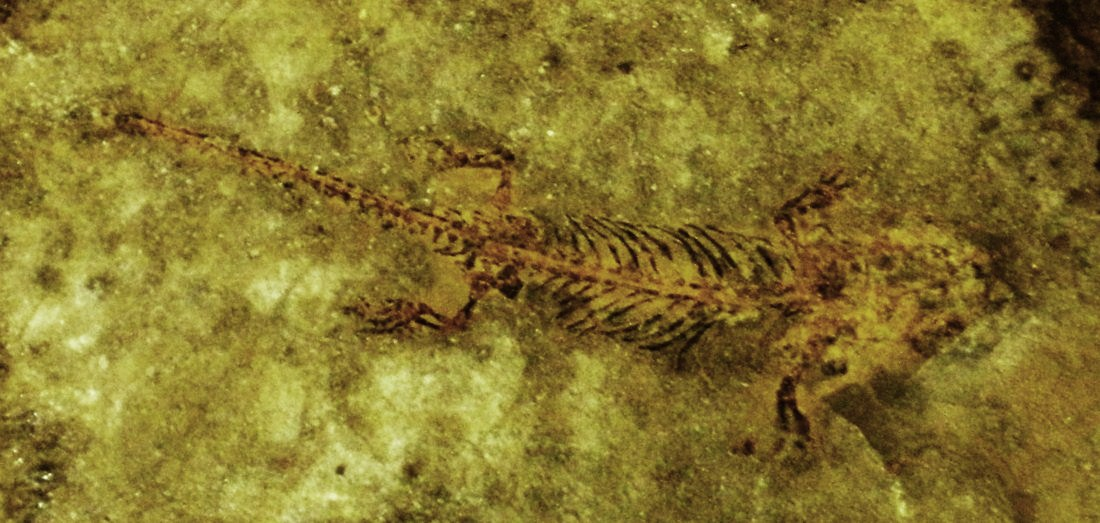
Een skeletje toegewezen aan een Batropetes sp.

Een studie van Batropetes uit 2013 richtte de nieuwe soort Batropetes niederkirchensis op voor specimen SMNS 55884, in 1991 door Carroll nog toegewezen aan een Batropetes fritschi. SMNS 55884 bleek te verschillen van het type-exemplaar van Batropetes fritschi in het aantal presacrale wervels, de breedte tussen de oogkassen, de vorm van de prefrontale, postorbitale en scapulocoracoïde botten, en de positie van het foramen obturatum in het bekken. Twee extra soorten, Batropetes appelensis (uit de Appelbeek) op basis van holotype MNHM PW 2001/308-LS en Batropetes palatinus (van de Pfalz), op basis van holotype MNHM PW 2001/307-LS werden in 2015 benoemd op basis van nieuw materiaal dat werd gevonden in het Saar-Nahe-bekken.

## Beschrijving
Batropetes is klein en kort van lichaam voor een microsauriër. De gemiddelde totale lichaamslengte was ongeveer acht centimeter. De oogkassen zijn groot en de schedel is kort. Batropetes heeft aan de onderkant schubben die lijken op die van reptielen.
Batropetes onderscheidt zich van Carrolla, een andere brachystelechide microsauriër, door de aanwezigheid van drie knobbels op de premaxillaire en voorste dentaire tanden. Bij Carrolla zijn er slechts twee knobbels. Aanvullende diagnostische kenmerken die bij Batropetes worden gezien, zijn onder meer een supraoccipitaal bot dat niet is versmolten met de otische inkeping, de aanwezigheid van een retro-articulair uitsteeksel (een uitsteeksel aan de achterkant van de onderkaak) en twee proximale botten in de tarsus.

## Fylogenie
Sinds de benoeming van de Recumbirostra in 2010 worden microsauriërs, waaronder brachystelechiden, steeds meer beschouwd als vroege divergerende sauropsiden, in plaats van reptiliomorfen.